# NGC 749
NGC 749 è una vasta galassia lenticolare situata nella costellazione della Fornace, a una distanza di circa 199 milioni di anni luce dalla nostra Via Lattea.

## Scoperta
La galassia è stata scoperta il 27 settembre 1834 dall'astronomo britannico John Herschel.

## Descrizione
NGC 749 presenta una larga riga a 21 cm dell'idrogeno neutro.

## Supernova
Il 7 agosto 2001, all'interno di NGC 749 è stata scoperta la supernova SN 2001dm da B. A. Beutler, M. Modjaz e W. D. Li dell'Università della California - Berkeley nel corso del programma LOSS (Lick Observatory Supernova Search) dell'Osservatorio Lick. La supernova è stata classificata di tipo Ia.